# Коефициент на полезно действие
Коефициентът на полезно действие (КПД) е характеристика, която отразява ефикасността на система, служеща за преобразуване на енергия. Измерва се в проценти, определени като съотношението между изходящата полезна енергия и енергията, подадена към системата. Колкото по-висок е процентът, толкова по-ефикасно системата преобразува енергия. На теория, ако КПД = 100%, системата работи без загуби и представлява т.нар. вечен двигател. На практика КПД никога не може да достигне 100%. При автомобилните двигатели например, КПД е от порядъка на 50 – 70%; при други системи може да е и с по-висока стойност.